# Эллсуорт, Джеймс
Джеймс Эллсуорт Декей (англ. James Ellsworth De Kay; 12 октября 1792 года, Лиссабон, Португалия — 21 ноября 1851 года, Ойстер-Бей), США) — американский зоолог.

## Биография

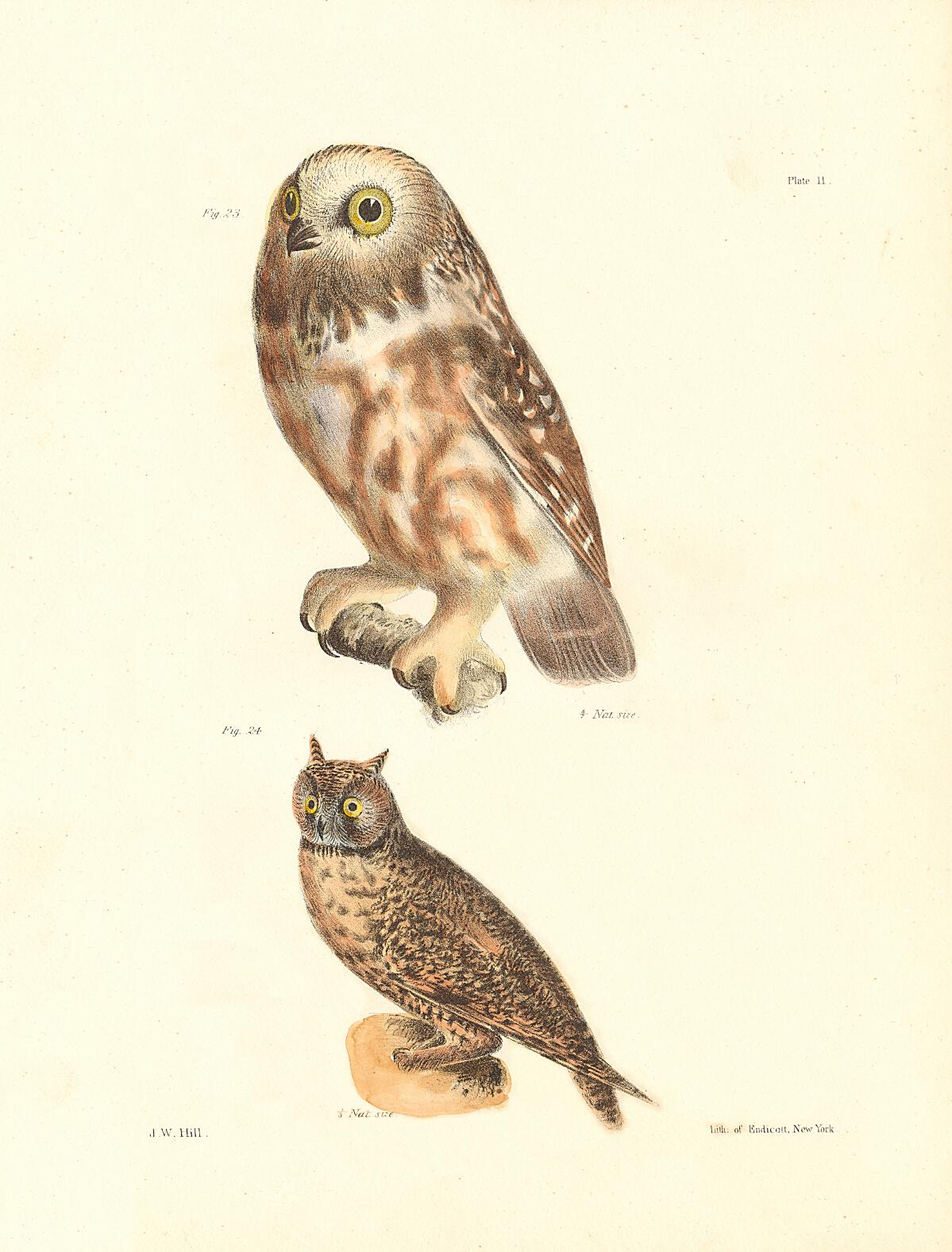
«Лсит XI. Рис. 23. Акадийская сова (Ulula acadica). 24. Длинноухая сова (Otus americanus).» Иллюстрации работы Джона Уильяма Хилла в Зологии Нью-Йорка.

Джеймс Декей родился в Лиссабоне в 1792 году. Когда Джеймсу было два года, его семья переехала в Нью-Йорк; оба его родителя умерли, когда он был еще совсем маленьким. С 1807 по 1812 год учился в Йельском университете, откуда был исключен до получения ученой степени из-за угроз дубинкой одному из преподавателей. Позже он изучал медицину в Эдинбургском университете, где получил степень доктора медицины в 1819 году.

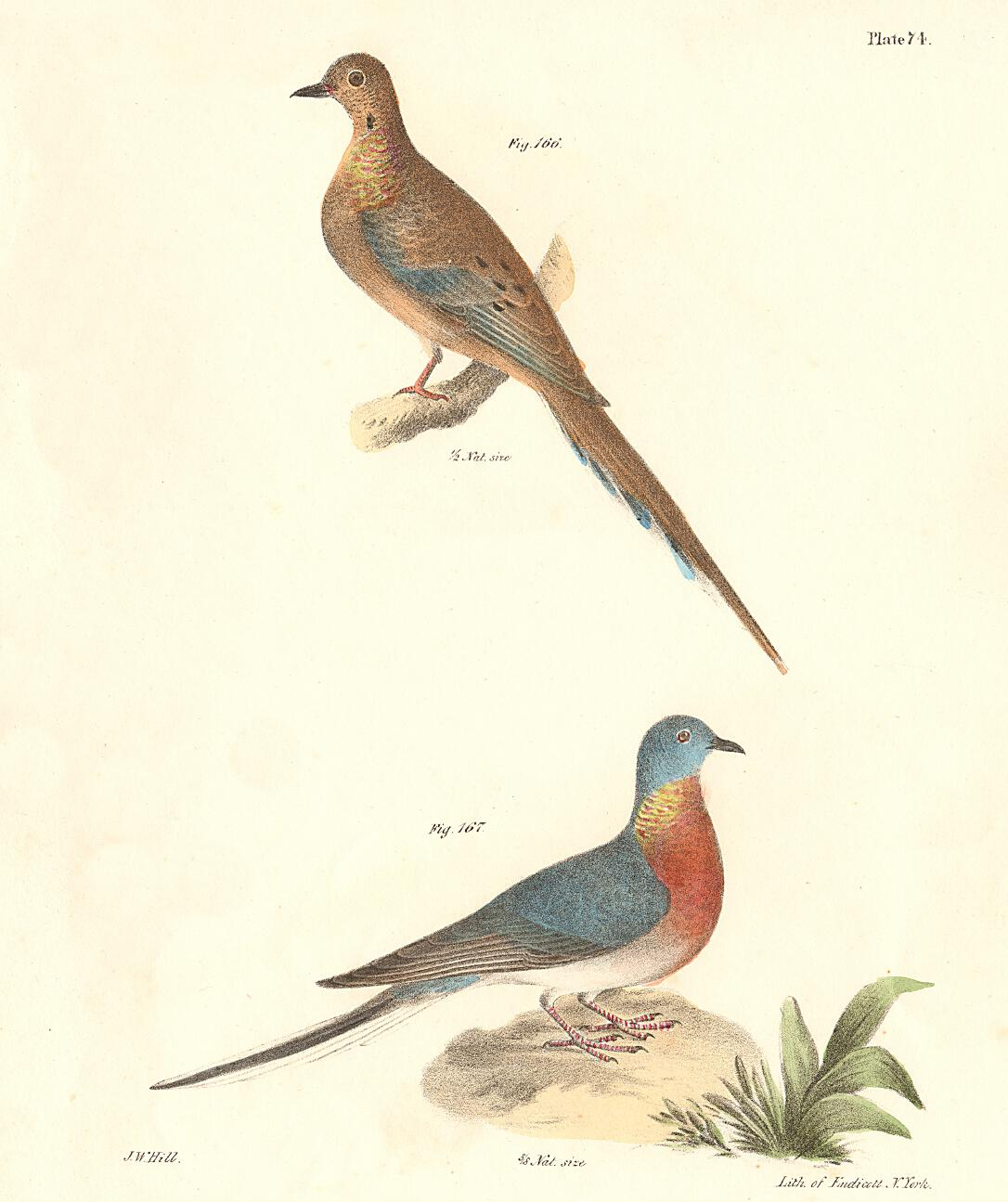
Лист LXXIV, Плачущая горлица (Zenaida macroura) сверху, и Странствующий голубь (Ectopistes migratorius) снизу, работы Хилла

После возвращения в США Джеймс женился на Джанет Экфорд, дочери судостроителя Генри Экфорда. Затем он отправился со своим тестем в Турцию в качестве корабельного врача, после чего опубликовал книгу «Очерки Турции в 1831 и 1832 годах» об этих путешествиях. Несмотря на то, что его книга была признана интересным травелогом, данное произведение подверглось критике как очень антиэллинское, а иногда и наивное в отношении турецких обычаев. Экфорд поручил Декею переговоры с Бразилией и другими южноамериканскими державами относительно военных кораблей, которые были заказаны последними. В 1830 году был выбран в Национальную академию дизайна в качестве почетного академика.
В 1833 году его брат Джордж Коулман Декей женился на единственной дочери поэта Джозефа Родмана Дрейка. Декей познакомился с самим Дрейком, Фитц-Грин Халлеком, Уильямом Каллен Брайантом и другими деятелями литературы и науки.
Декей вернулся в Ойстер-Бей (Нью-Йорк), отказавшись от медицины ради изучения естествознания. Во время вспышки холеры в Нью-Йорке Декей поспешил оказать свои услуги нуждающимся, хотя практика его профессии была для него отвратительной. В 1835 году Джеймс начал сотрудничать с Геологической службой Нью-Йорка. В итоге, с 1842 по 1844 год он публиковал многотомную «Зоологию Нью-Йорка, или Фауну Нью-Йорка», содержащую информацию о млекопитающих, птицах, рептилиях, амфибиях и рыбах. Эта работа была проиллюстрирована американским художником британского происхождения Джоном Уильямом Хиллом. Хилл и Декей много времени проводили в полевых условиях. К концу апреля 1839 года они составили подробные описания и рисунки 700 из почти 2,300 животных, которые, по их оценкам, обитали в Нью-Йорке, после чего продолжили составлять описания, но уже менее точные, многих других животных. Чтобы наилучшим образом нарисовать такое множество животных, Хилл и Де Кей на раннем этапе исследований решили использовать камеру-люциду для черновых набросков рисунков. Рисунки Хилла с изображением птиц для «Зоологии Нью-Йорка» Декея были знаменательны тем, что они впервые представляли собой раскрашенные вручную литографии, которые использовались для иллюстрации книги про птиц штата.
Де Кей собрал первый экземпляр вида маленькой коричневой змеи на Лонг-Айленде, который был назван в его честь как «Змея Декея» (Холбрук, 1836). Джеймс умер в Ойстер-Бей в 1851 году.
Историческими видами, названными в его честь, также являются Диплевра Декея, Эвриптерус Декея, Эвтрефоцерас Декея, Мозазавр Декея и Тримерус Декея.

## Галерея

### Иллюстрации изЗоологии Нью-Йорка, Часть II, Птицы

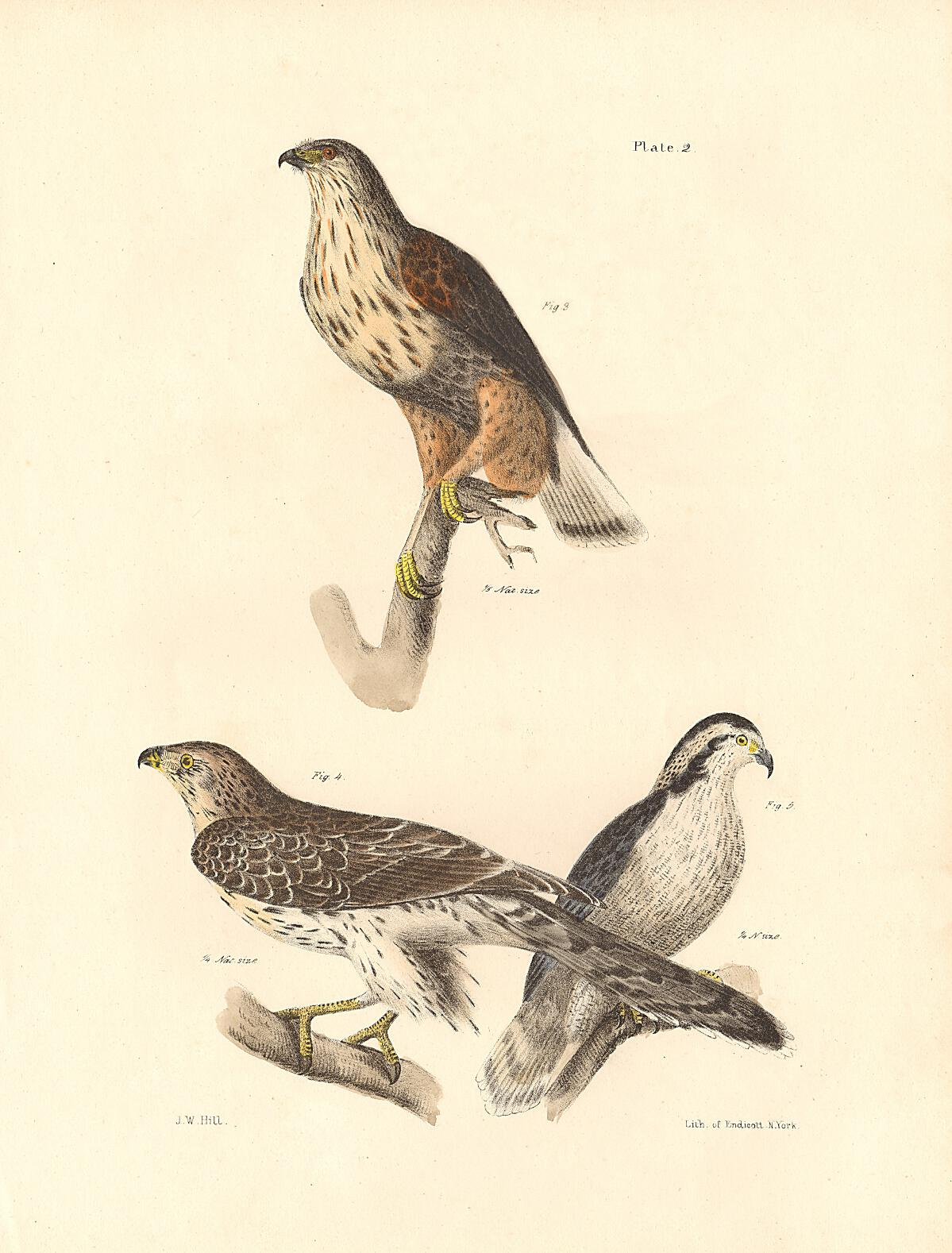
"Лист II. Рис. 3. Мохноногий канюк (Buteo sancti-joannis). 4, 5. Американский ястреб-тетеревятник (Astur atricapillus)."
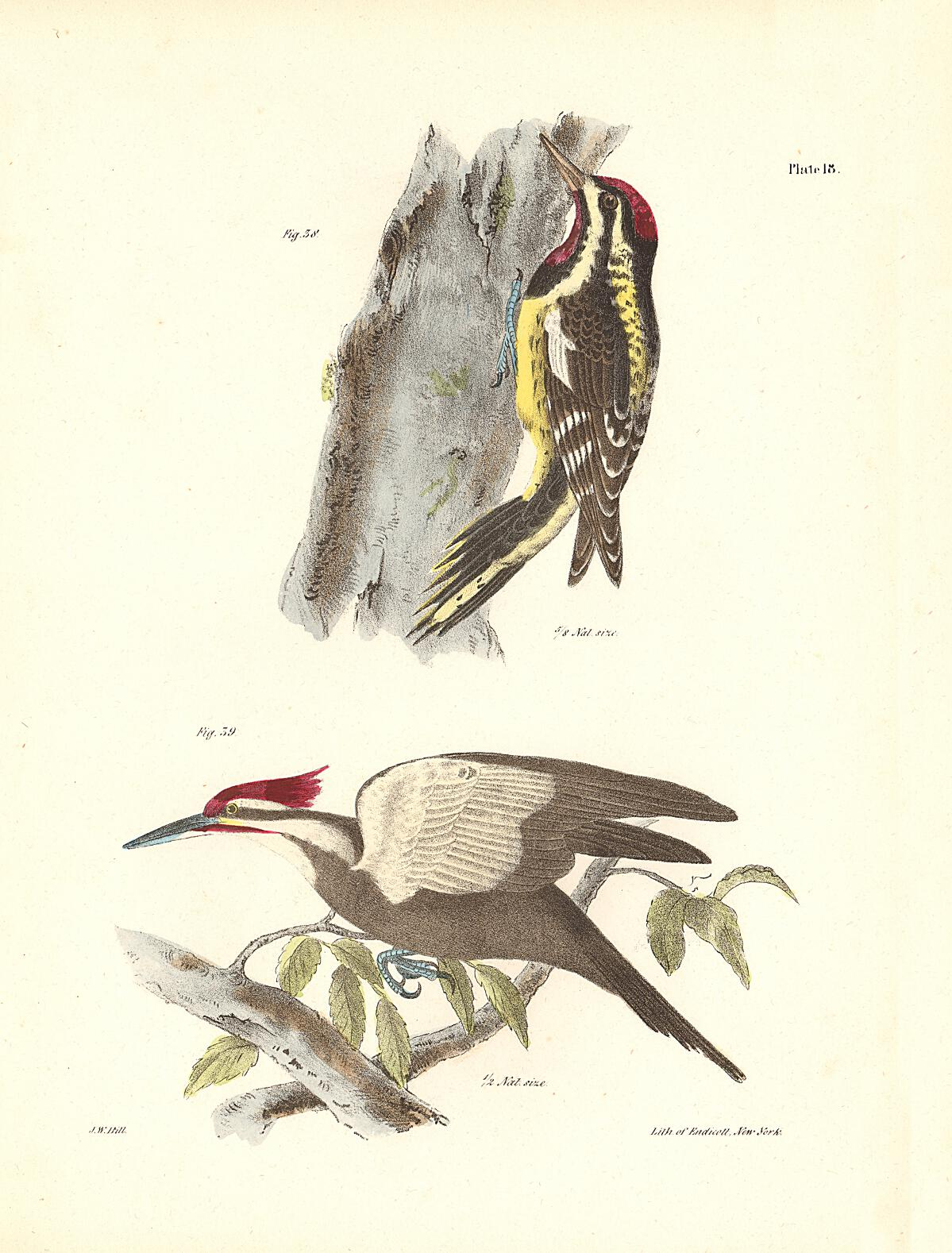
Лист XVIII
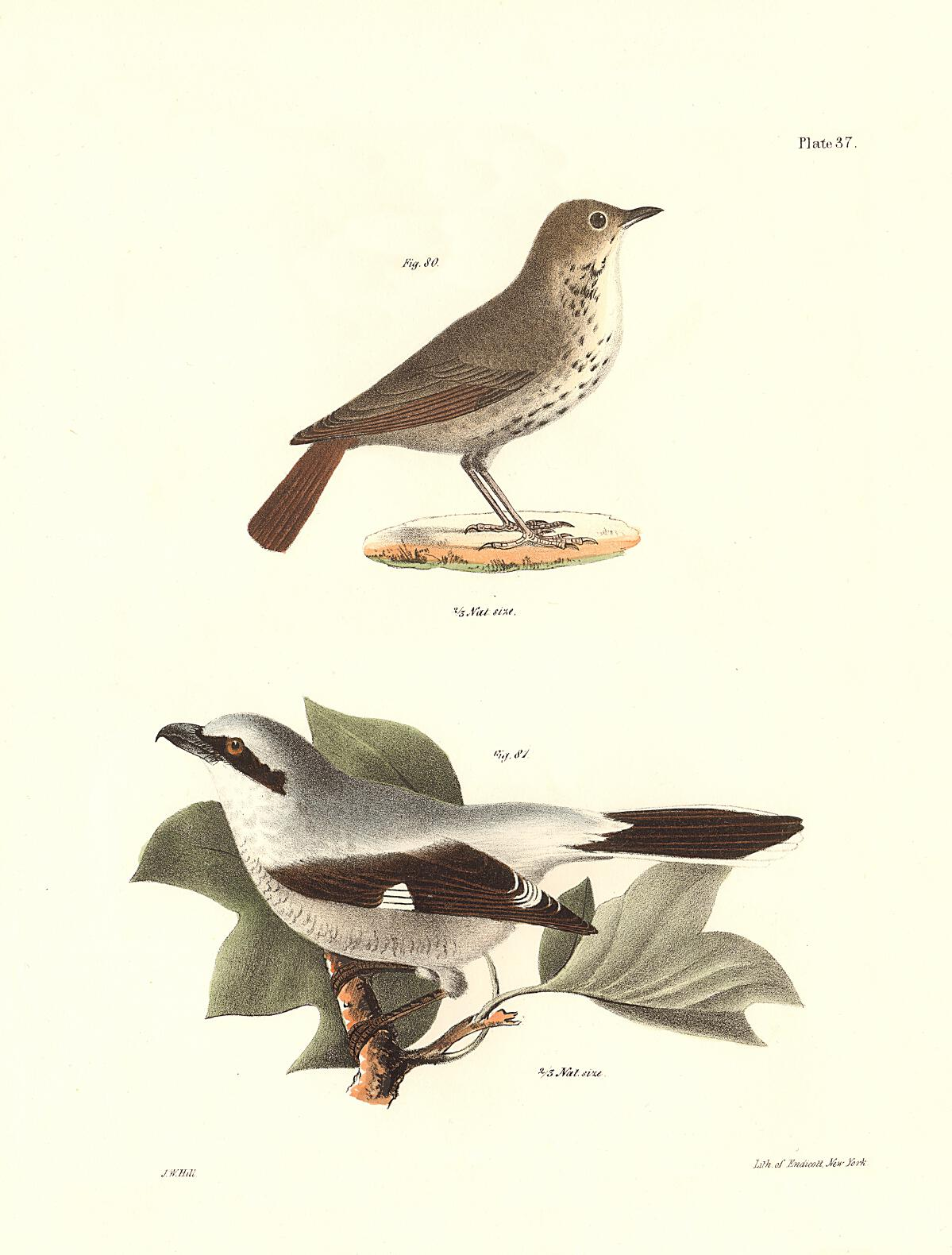
Лист XXXVII, Дрозд-отшельник сверху, и "Северная флейтовая птица" (скорее всего, это не настоящая Флейтовая птица, больше похожая на Сорокопута) снизу
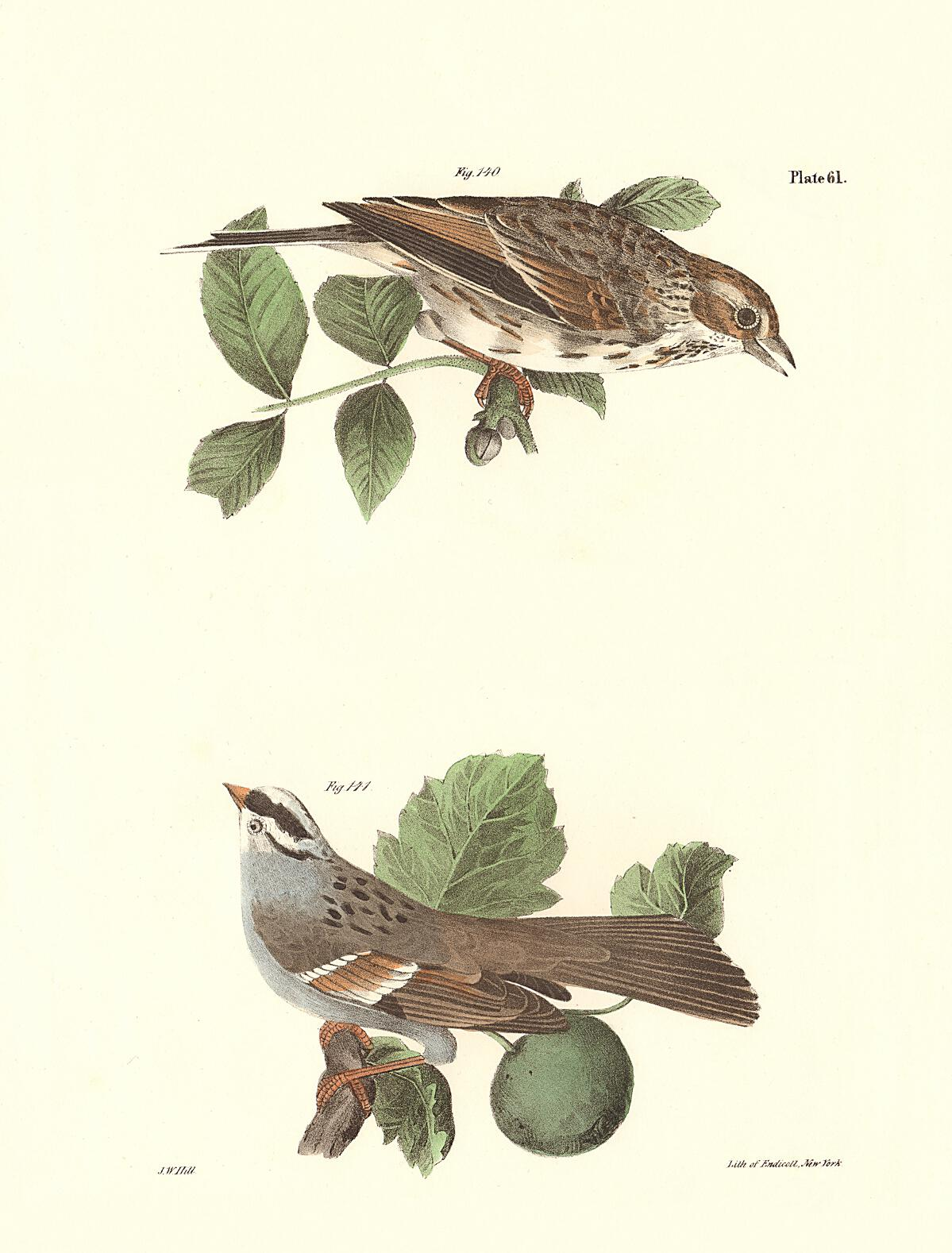
Лист LXI
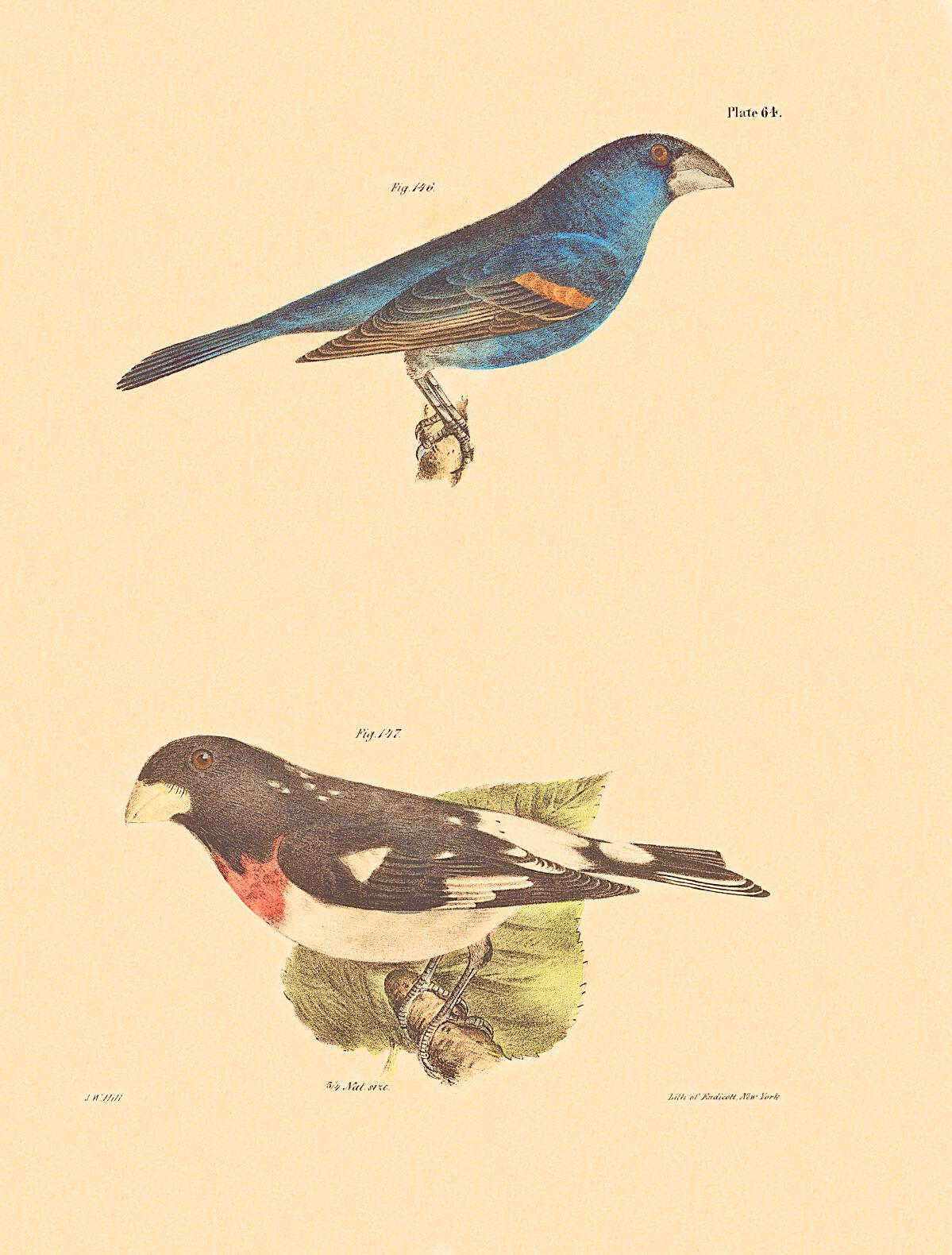
Лист LXIV
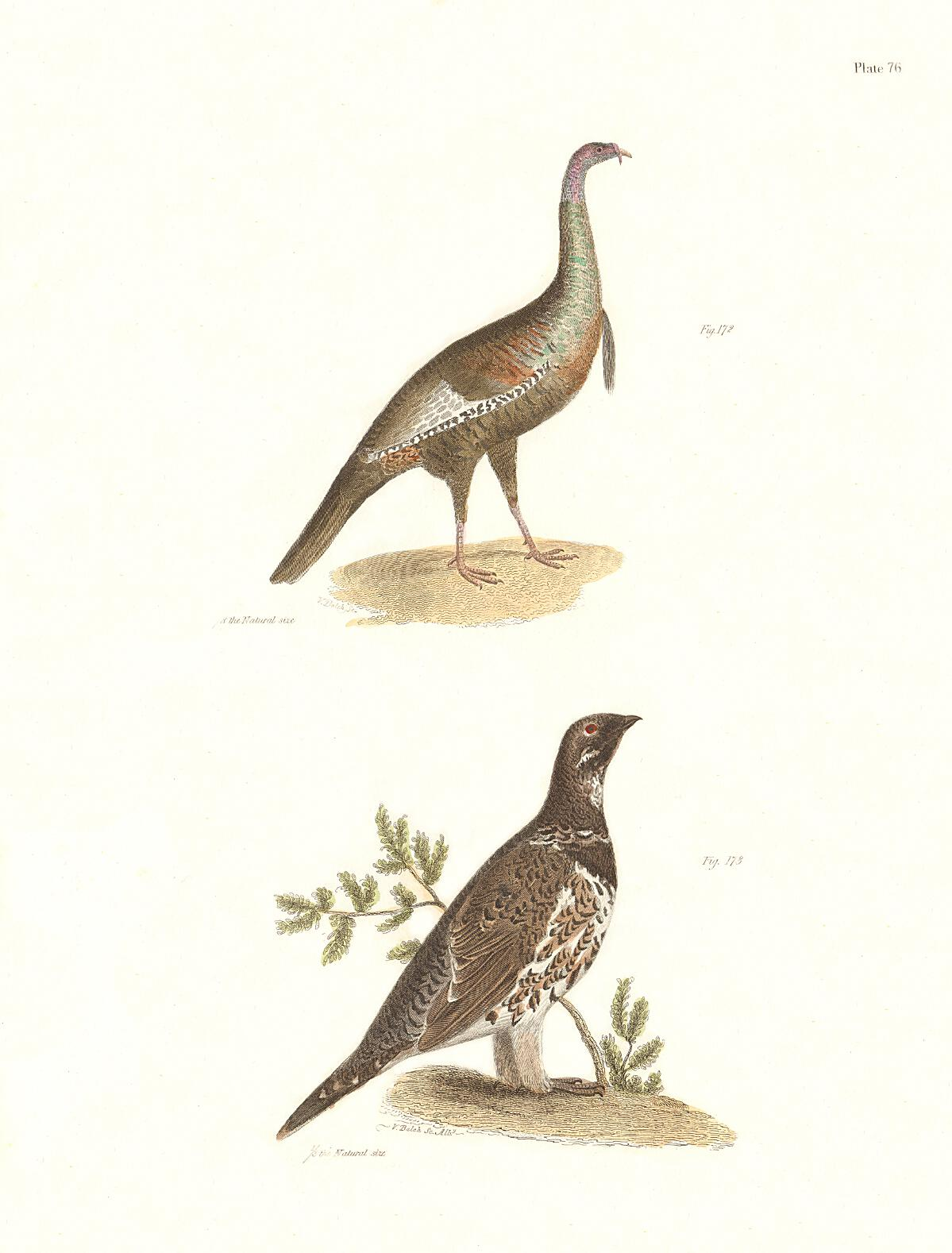
Лист LXXVI
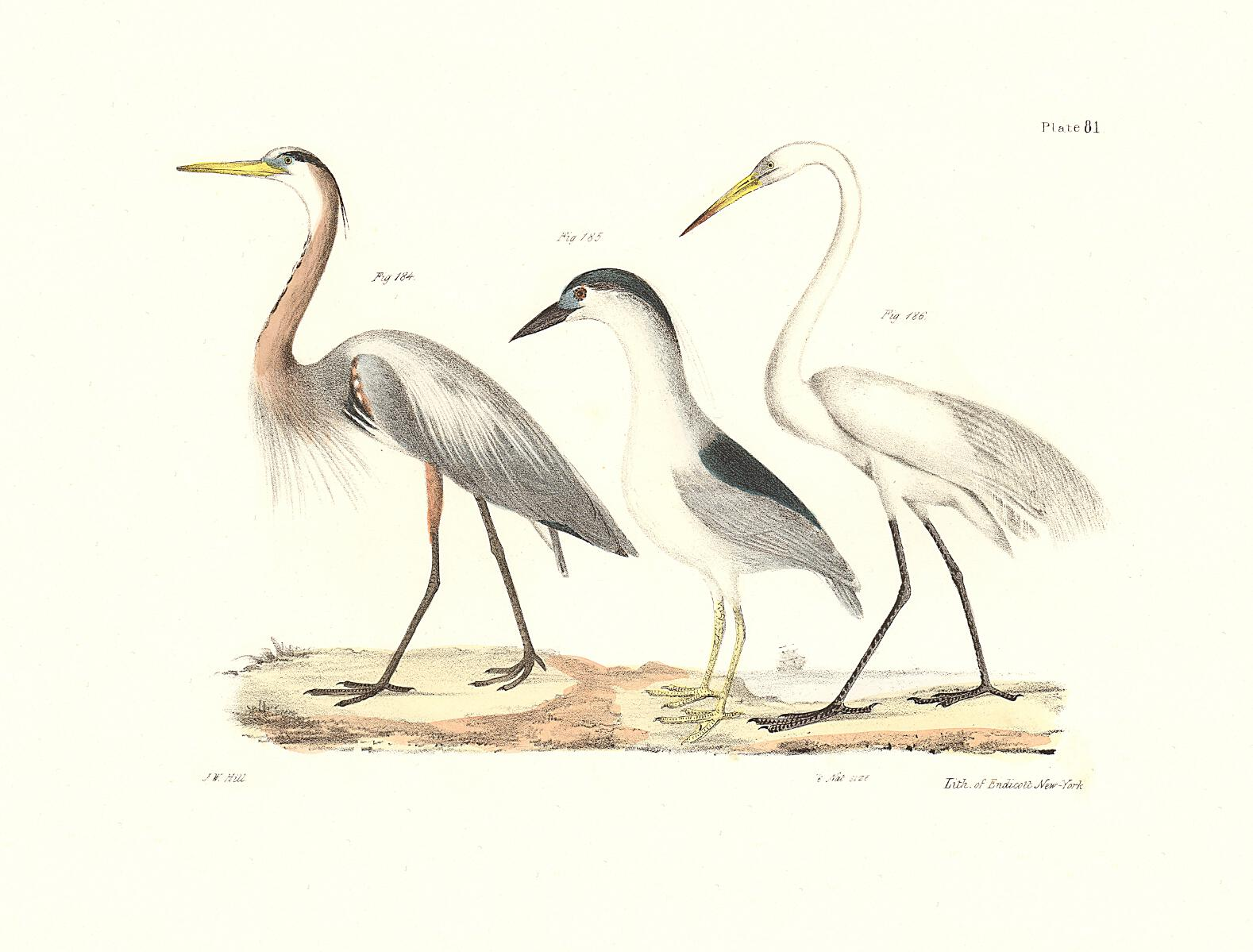
Лист LXXXI
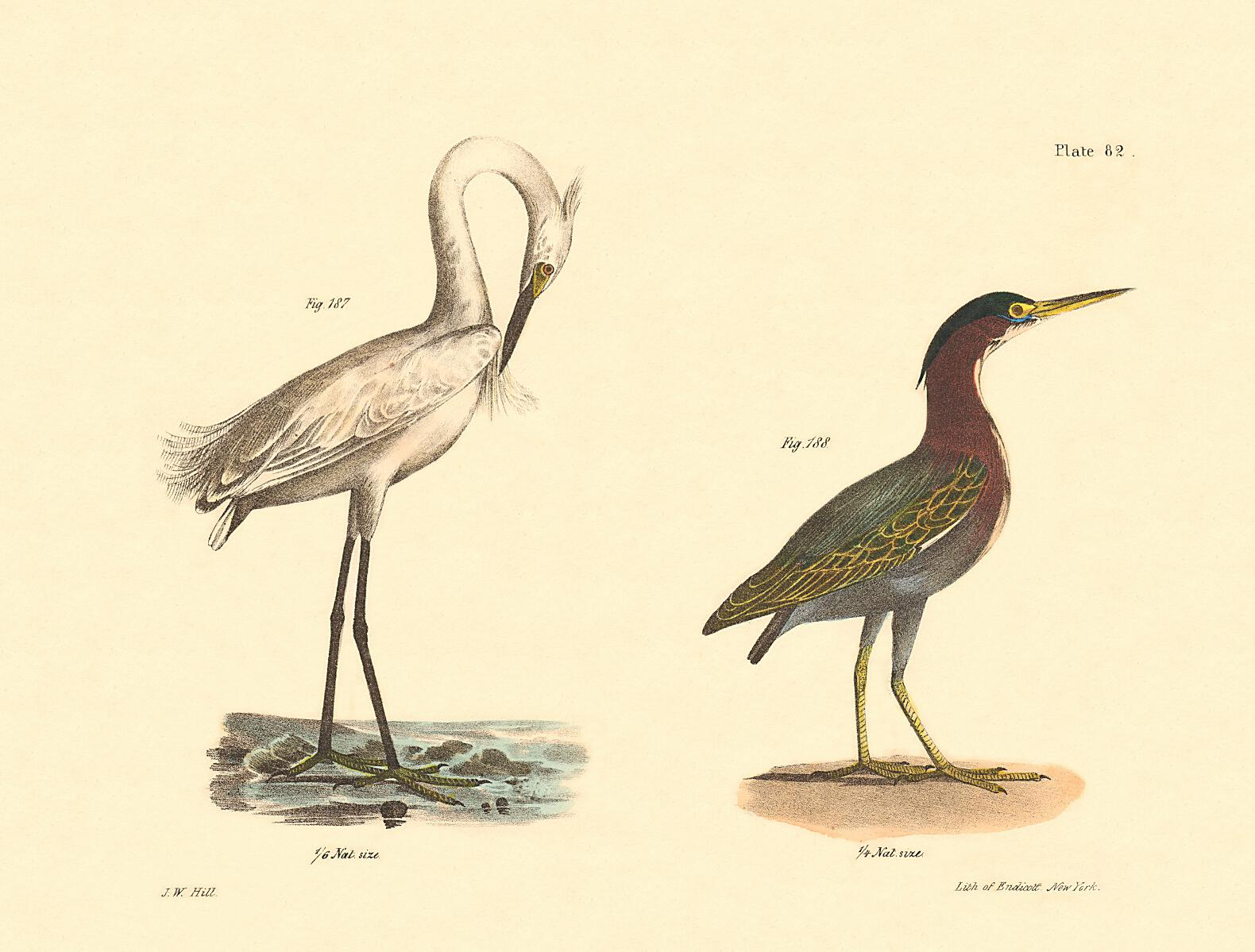
Лист LXXXII
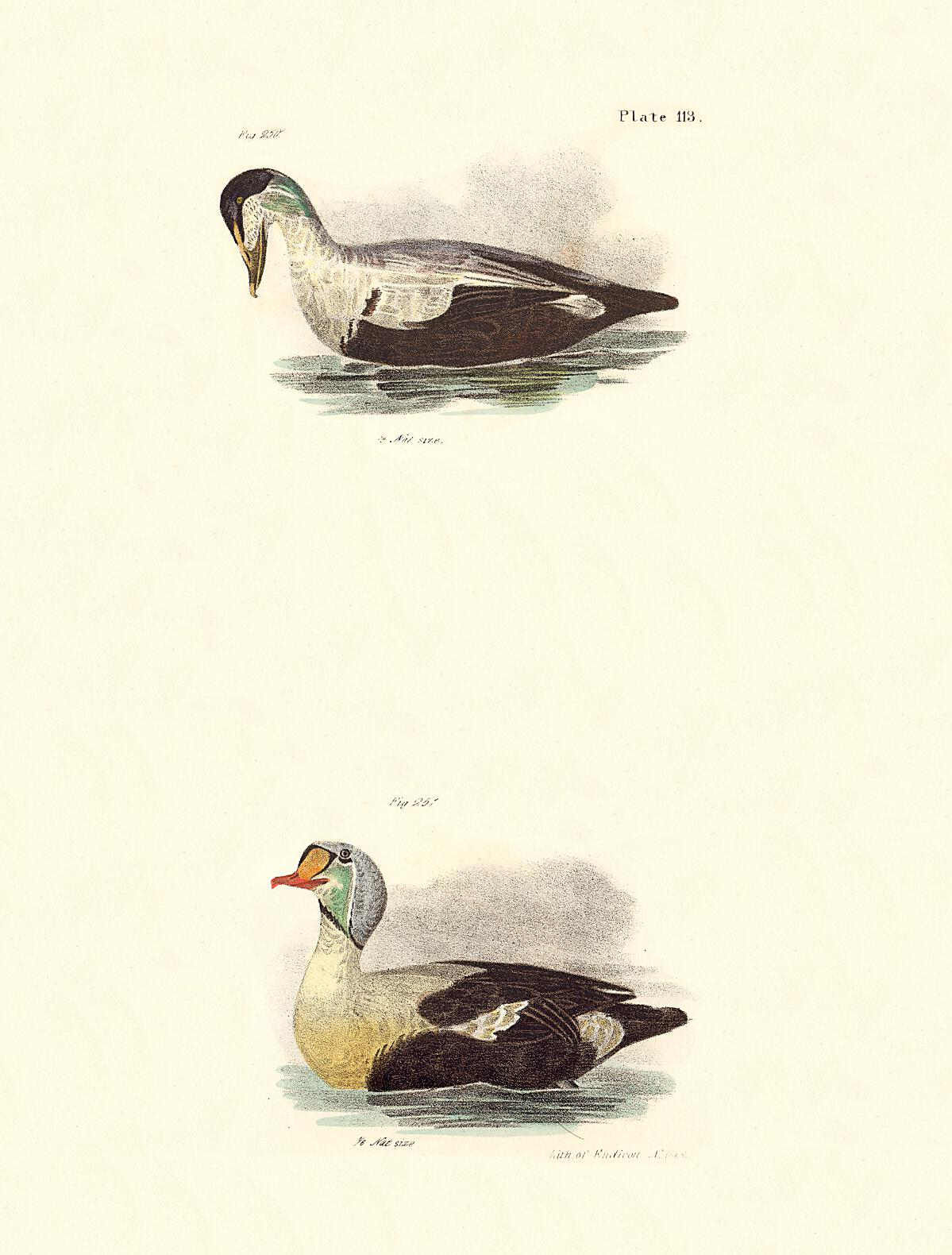
Лист CXIII
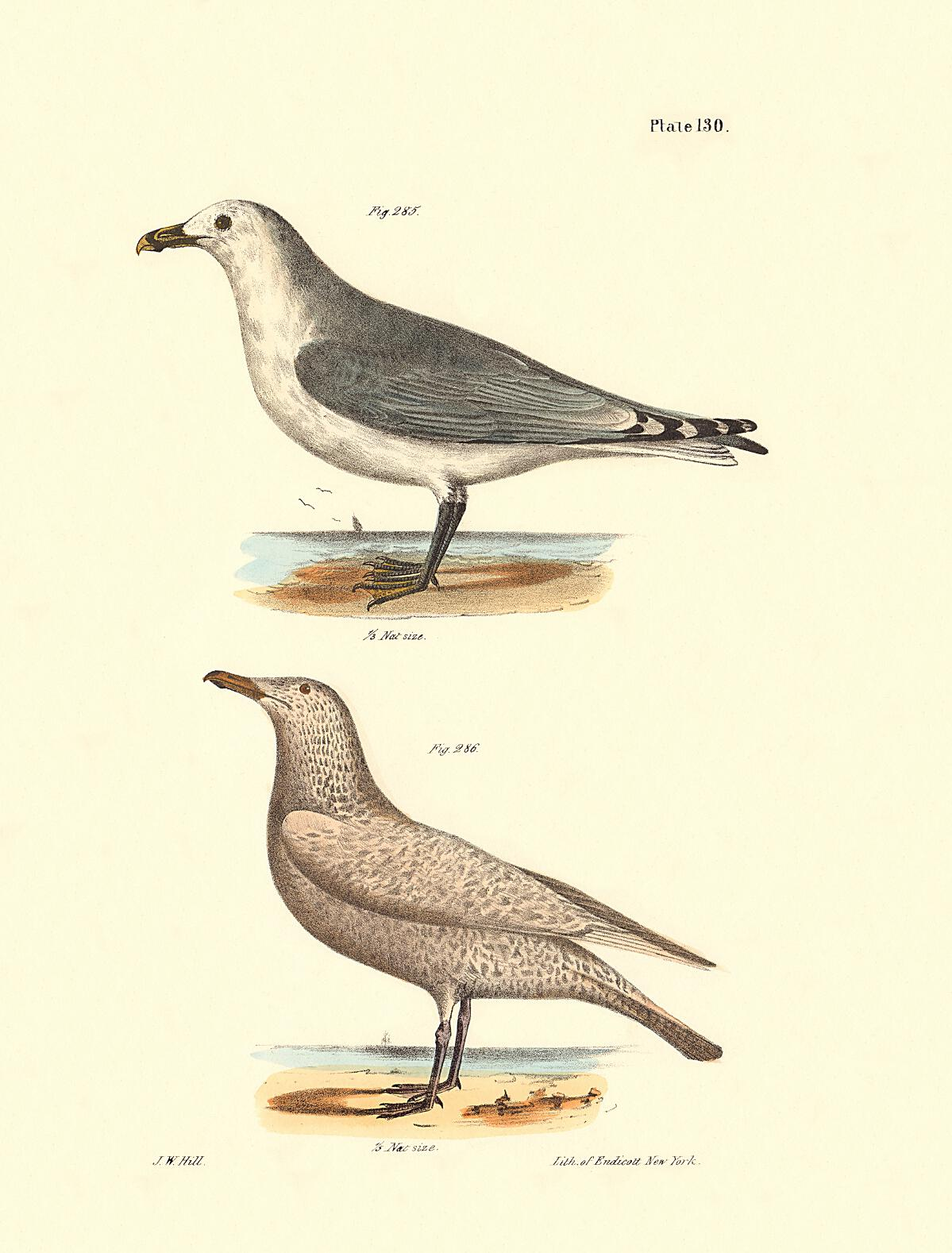
Лист CXXX
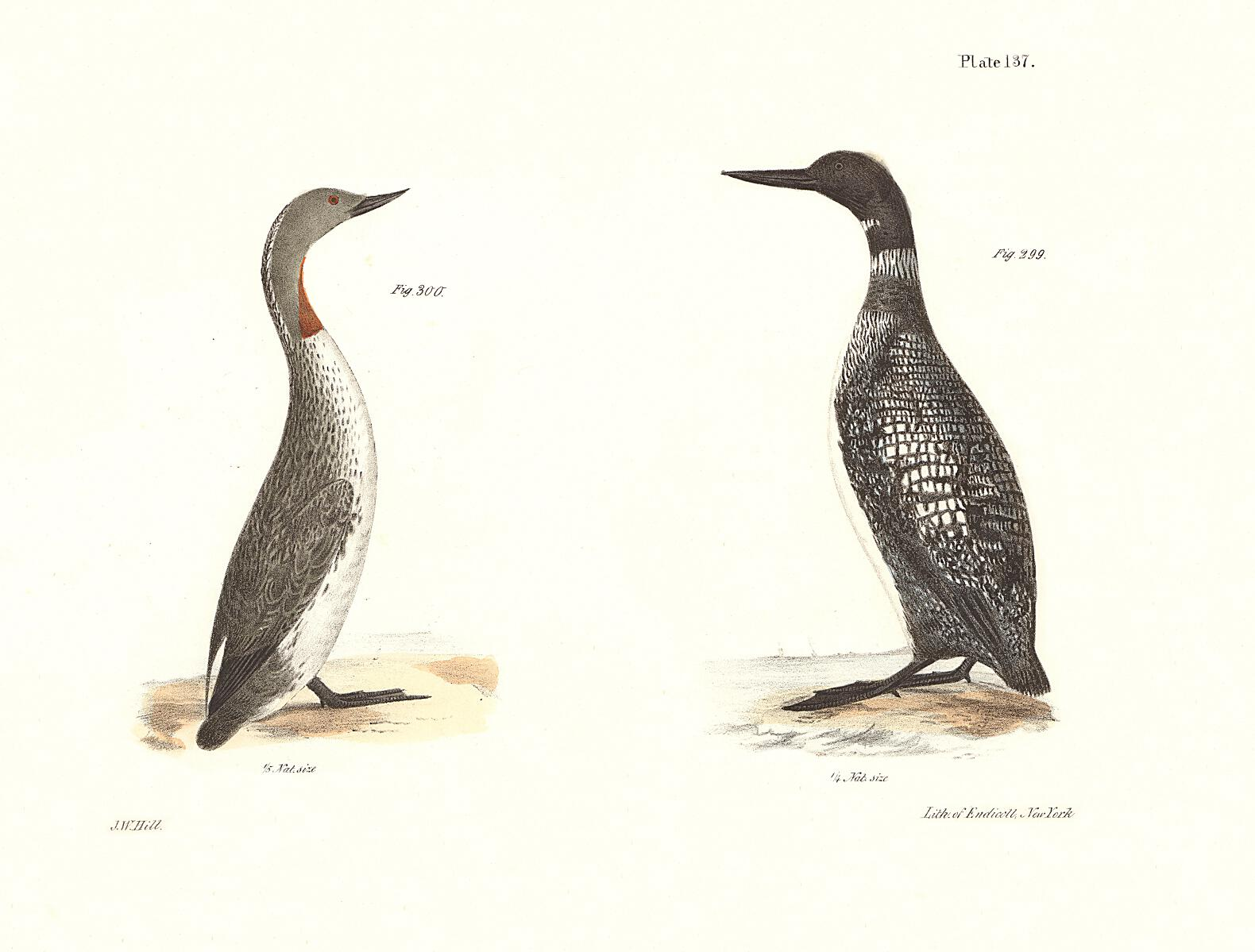
"Лист CXXXVII Рис. 299. Крупная гагара (Colymbus glacialis). 300. Краснозобая гагара (Colymbus septentrionalis)."
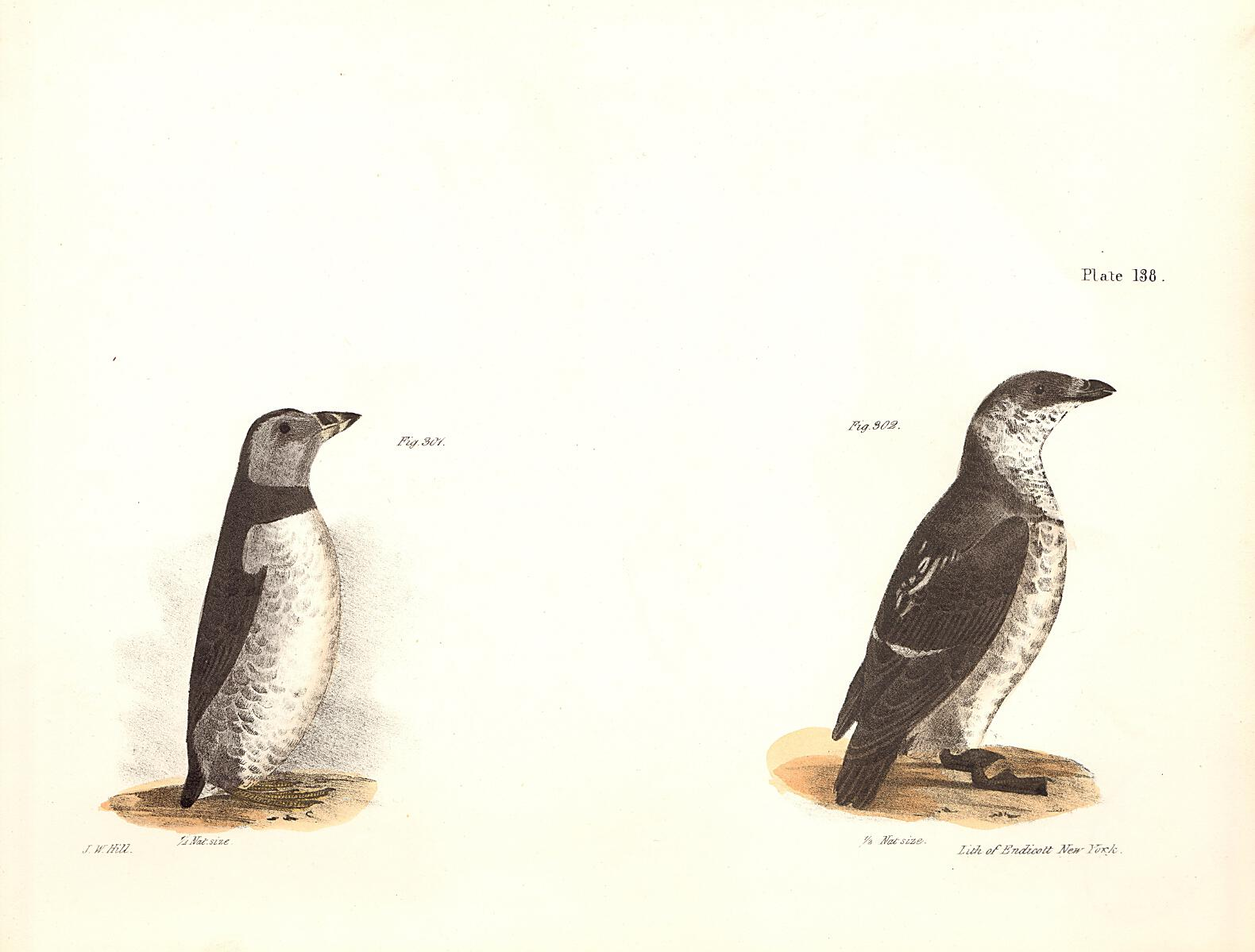
Лист CXXXIV, Тупик слева, и Люрик справа
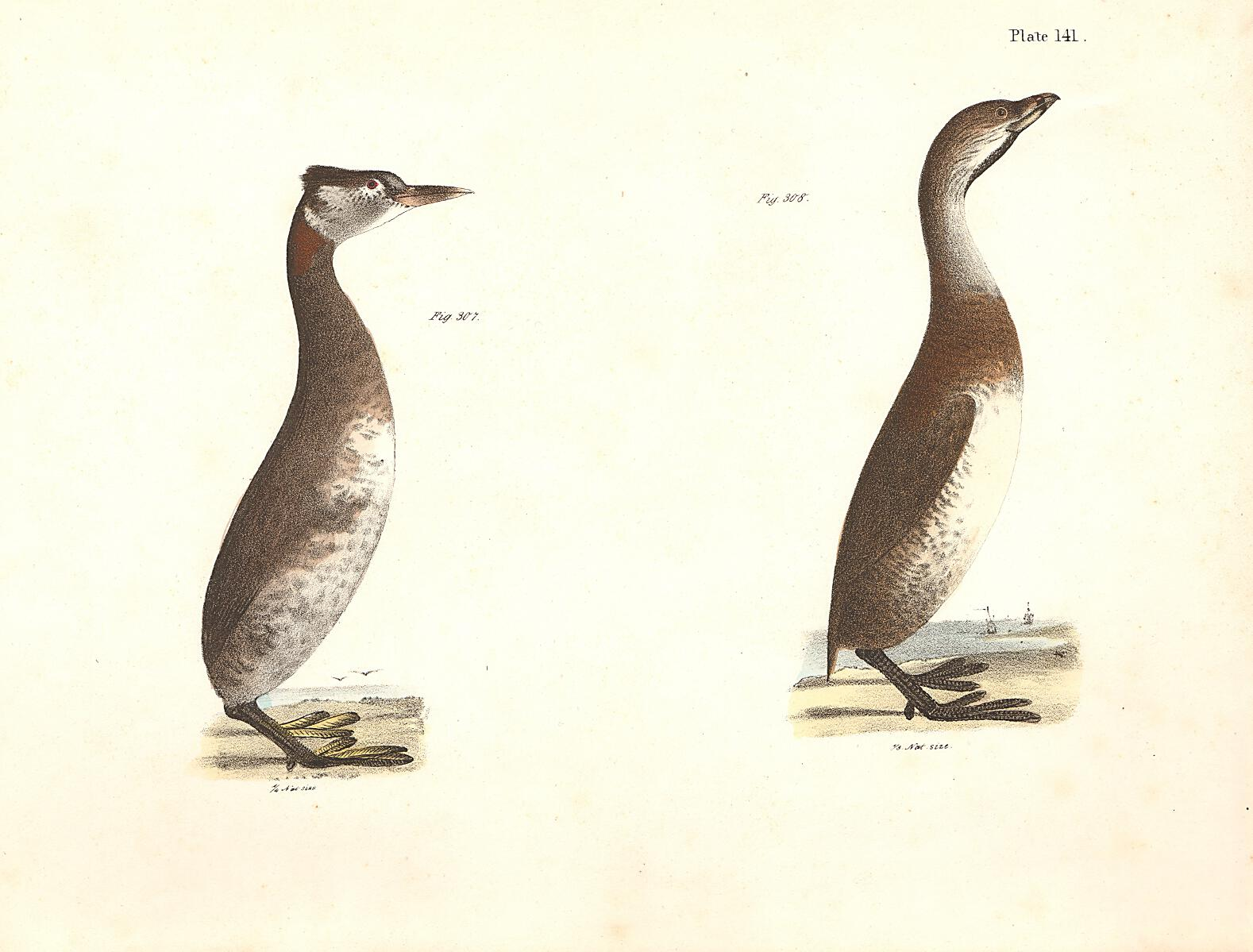
Лист CXLI, Серощёкая поганка слева, и Оляпка справа

### Иллюстрации изЗоологии Нью-Йорка, Часть V, Моллюски и Часть VI, Ракообразные

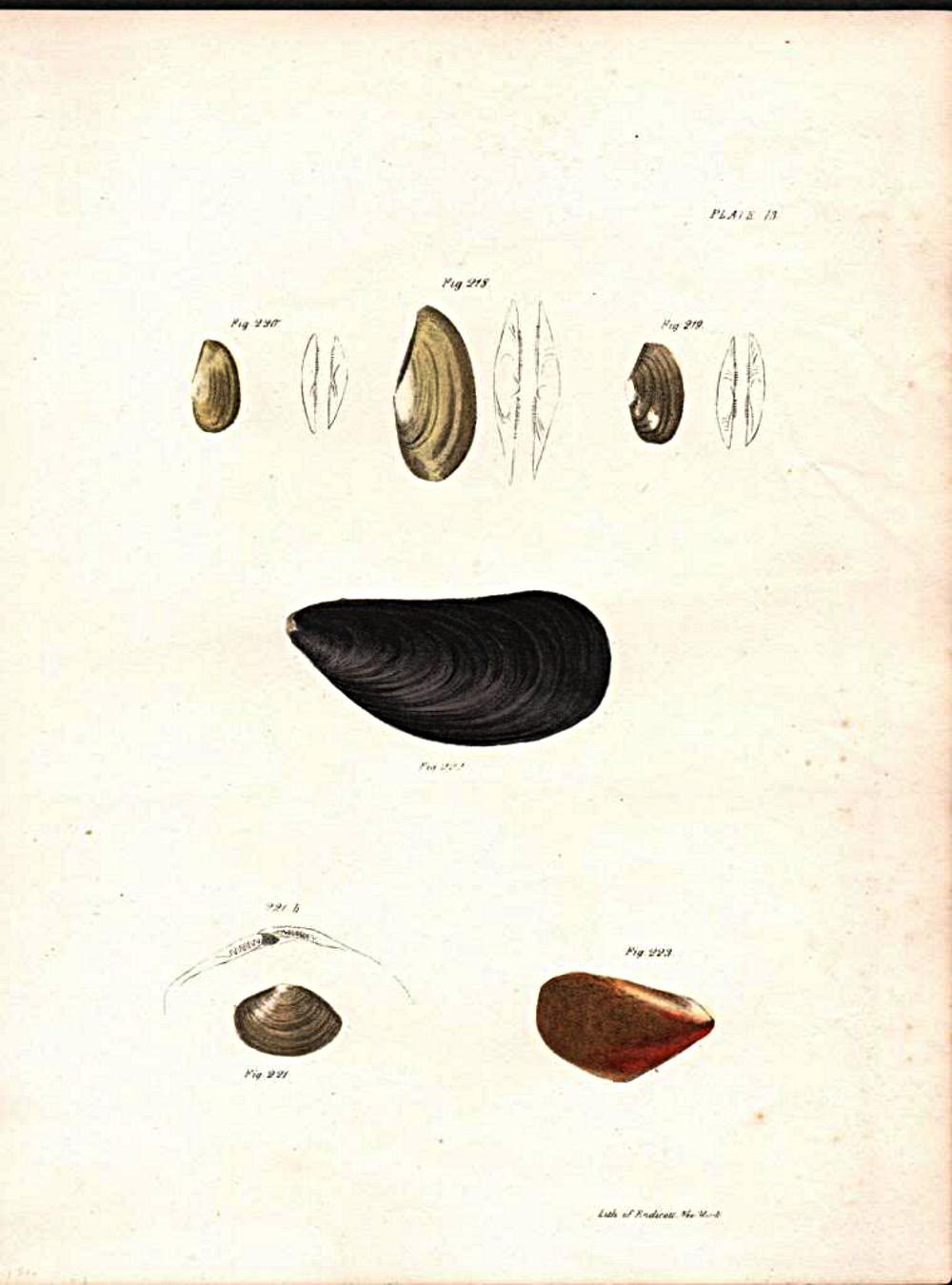
Лист "Моллюсков" 13
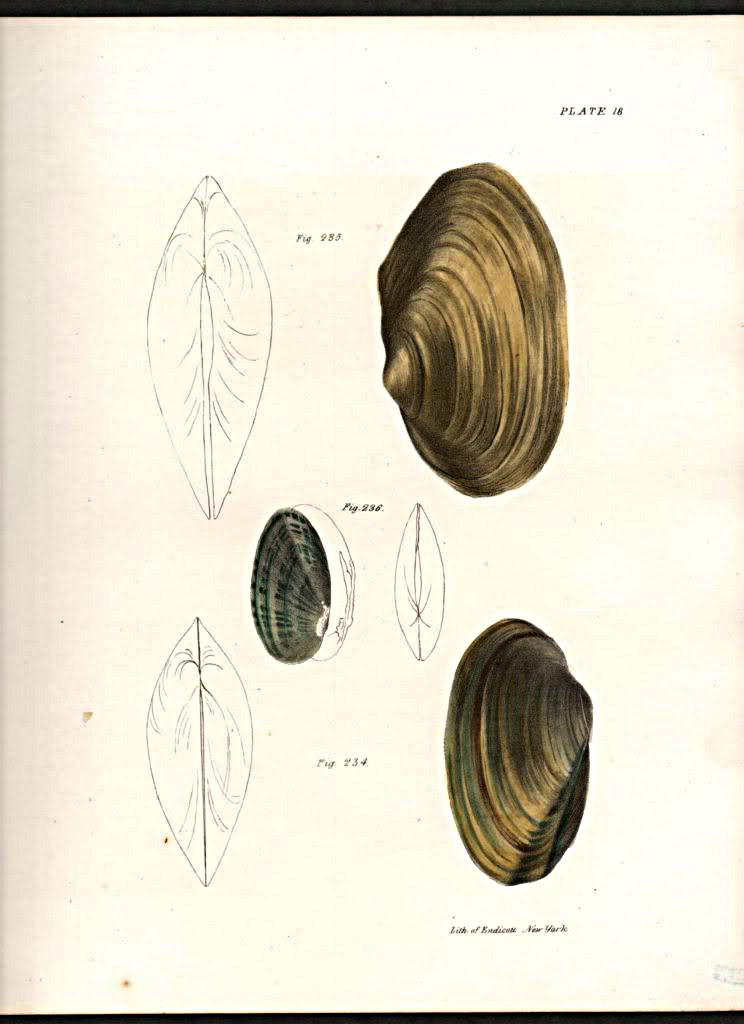
Лист "Моллюсков" 18
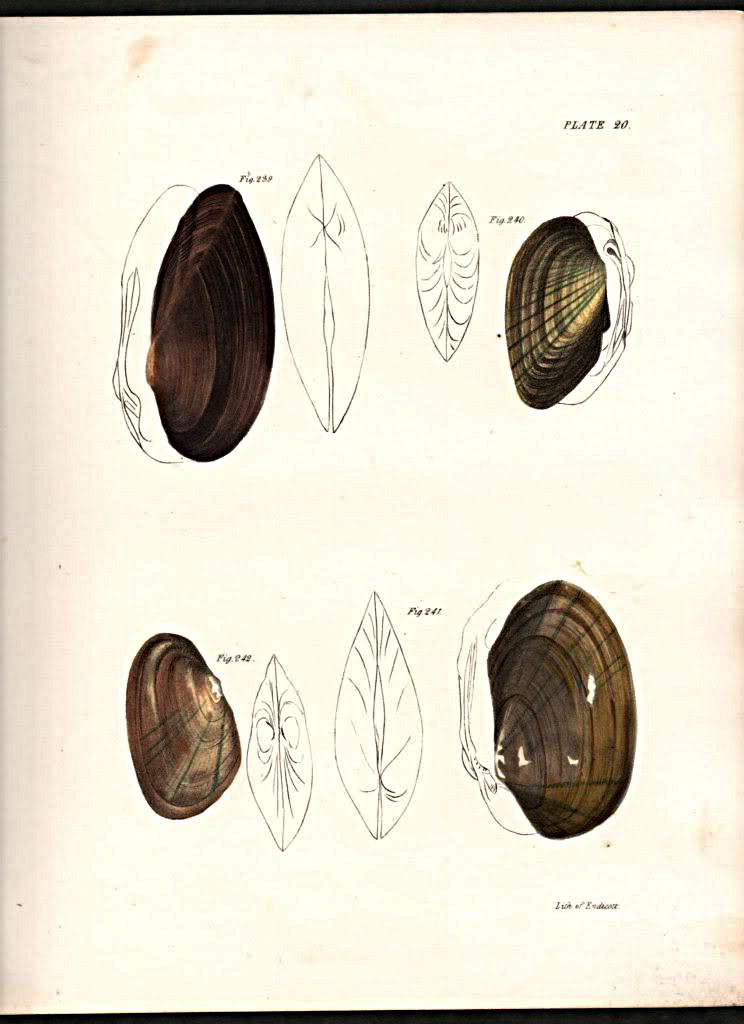
Лист "Моллюсков" 20
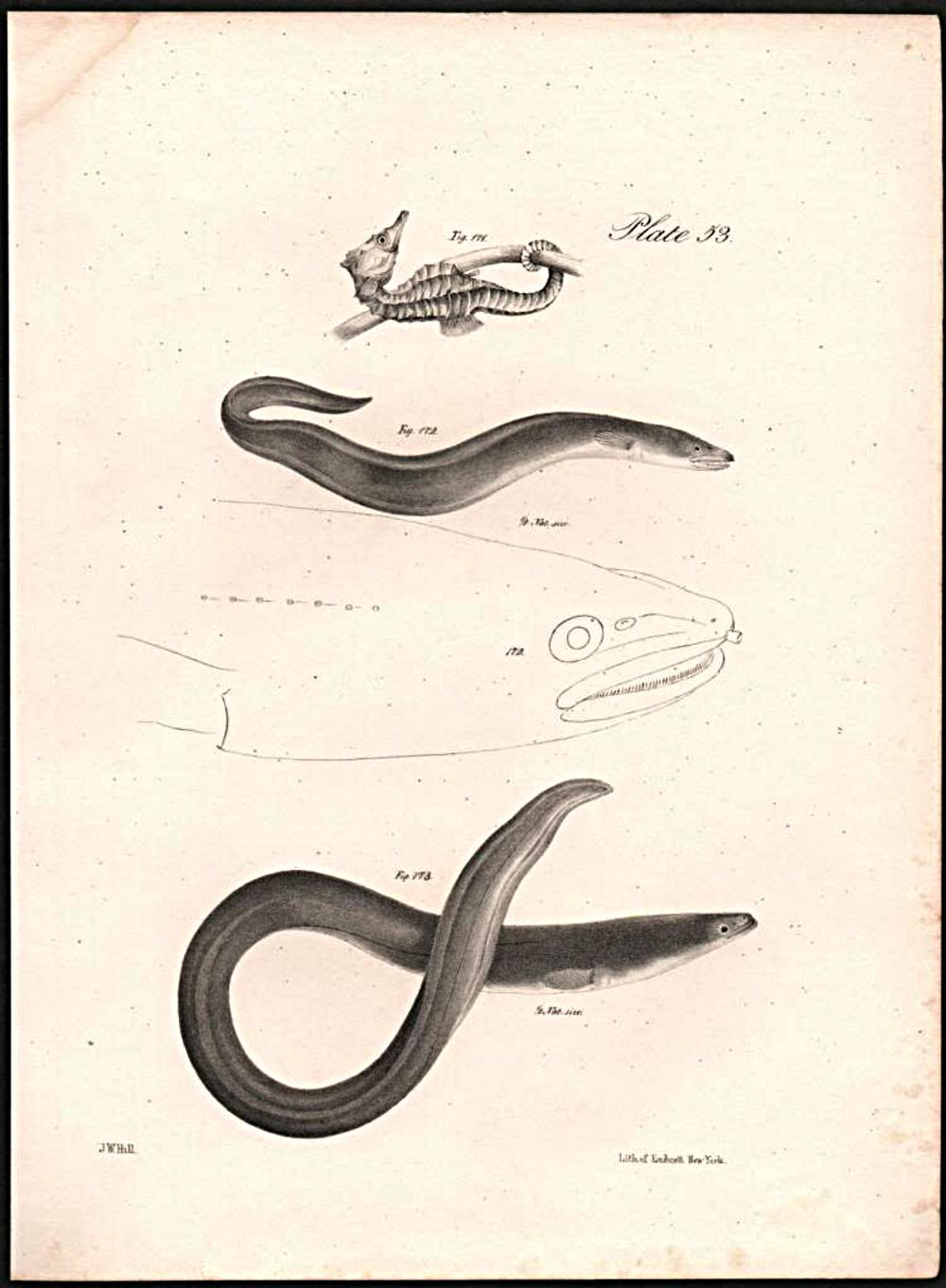
Лист "Моллюсков" 53
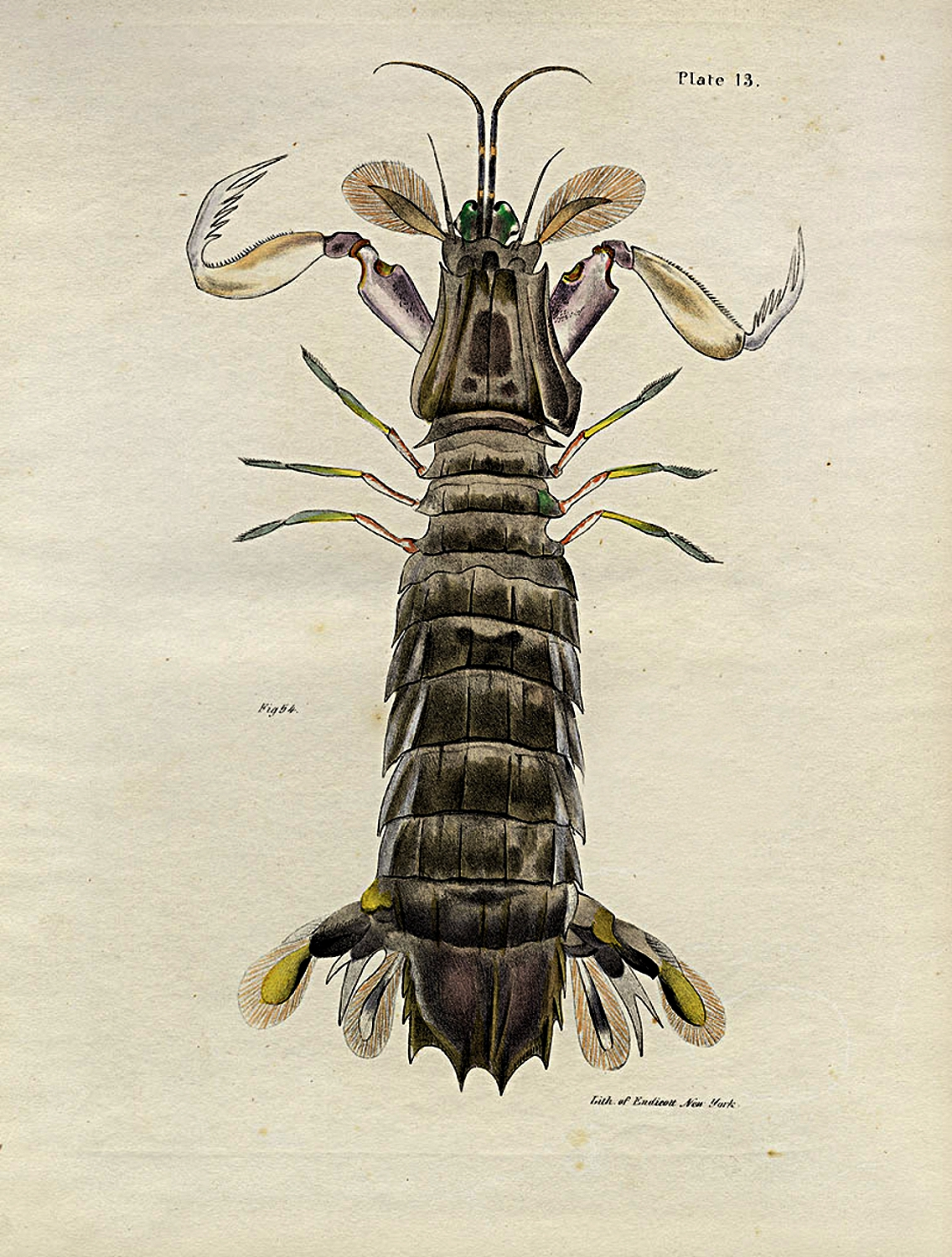
Лист "Ракообразных" 13